# Орлекс
Орле́кс (фр. Orleix, окс. Orleish) — коммуна во Франции, находится в регионе Юг — Пиренеи. Департамент — Верхние Пиренеи. Входит в состав кантона Орейан. Округ коммуны — Тарб.
Код INSEE коммуны — 65340.

## География
Коммуна расположена приблизительно в 650 км к югу от Парижа, в 115 км западнее Тулузы, в 7 км к северо-востоку от Тарба.
По территории коммуны протекает река Ус и проходит канал Аларик.

## Климат
Климат умеренно-океанический с солнечной тёплой погодой и обильными осадками на протяжении практически всего года.

## Население
Население коммуны на 2010 год составляло 1832 человека.
| 1962 | 1968 | 1975 | 1982 | 1990 | 1999 | 2010 |
| ---- | ---- | ---- | ---- | ---- | ---- | ---- |
| 495  | 668  | 1152 | 1253 | 1523 | 1673 | 1832 |

## Администрация
| Период | Период | Фамилия        | Партия                  | Примечания                                        |
| ------ | ------ | -------------- | ----------------------- | ------------------------------------------------- |
| ?      | 1977   | Марсель Коссад | Социалистическая партия |                                                   |
| 1977   | 2001   | Жан-Мари Лалан | Социалистическая партия |                                                   |
| 2001   | 2020   | Шарль Абас     | Социалистическая партия | председатель сообщества коммун Гран-Тарб (с 2014) |

## Экономика
В 2010 году среди 1110 человек трудоспособного возраста (15—64 лет) 803 были экономически активными, 307 — неактивными (показатель активности — 72,3 %, в 1999 году было 67,1 %). Из 803 активных жителей работали 731 человек (378 мужчин и 353 женщины), безработных было 72 (29 мужчин и 43 женщины). Среди 307 неактивных 101 человек были учениками или студентами, 127 — пенсионерами, 79 были неактивными по другим причинам.

## Фотогалерея

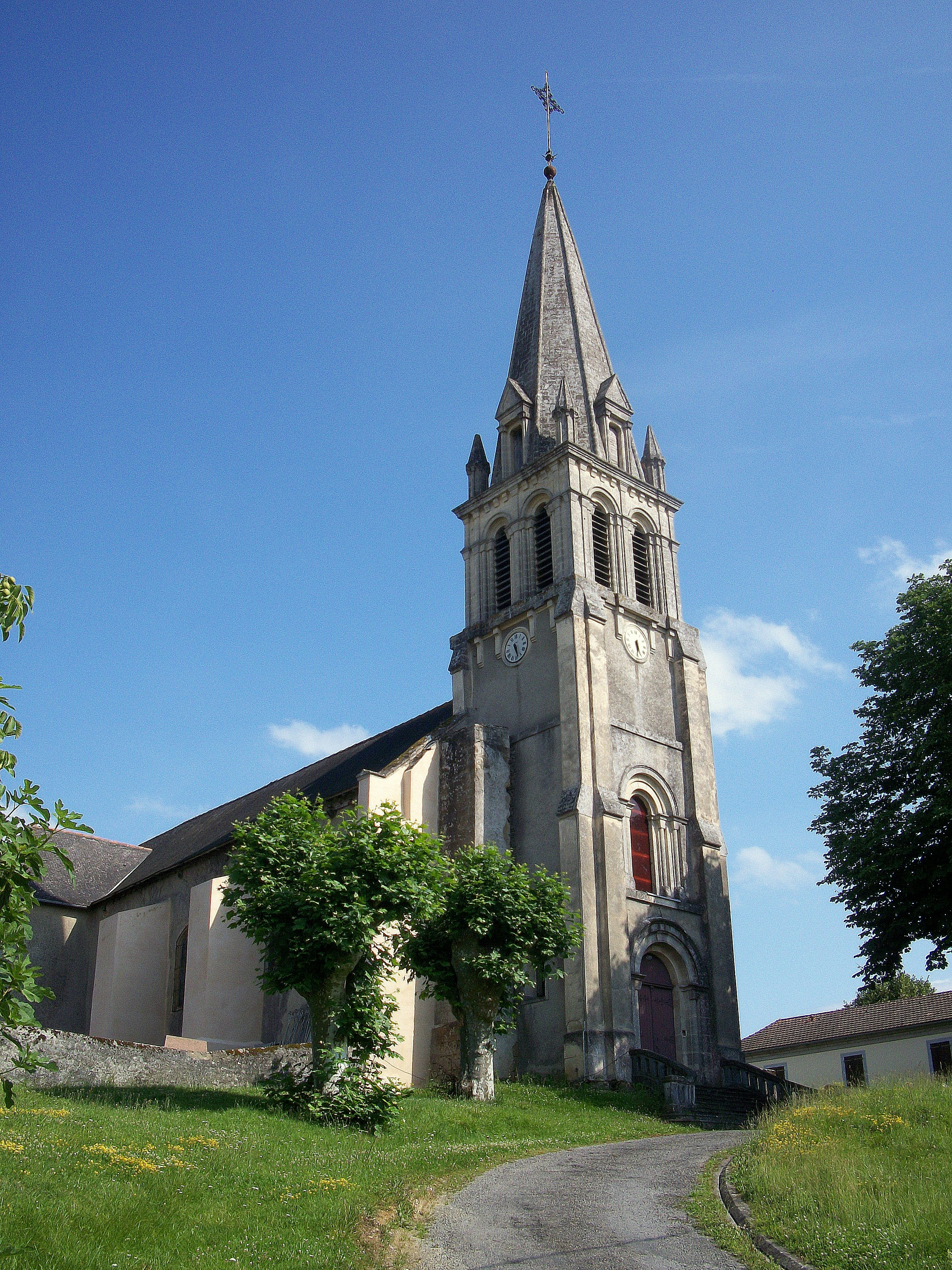
Церковь
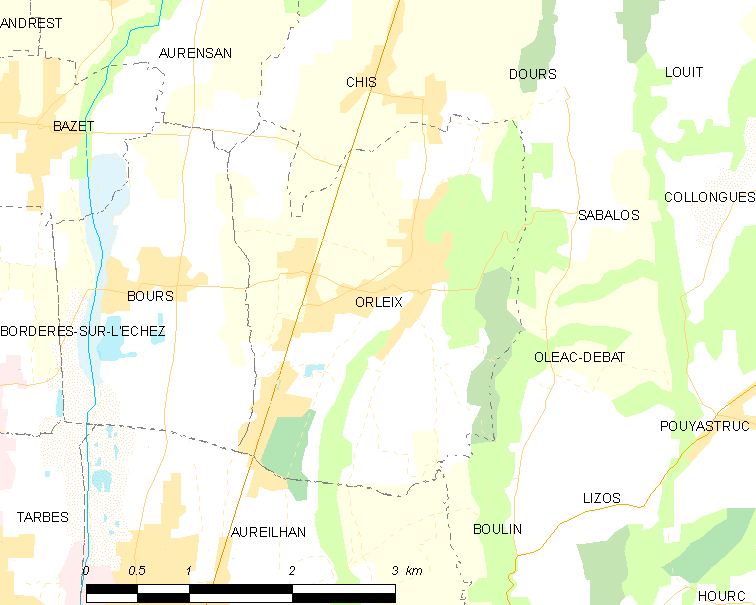
Карта коммуны